# جولا أندراشي

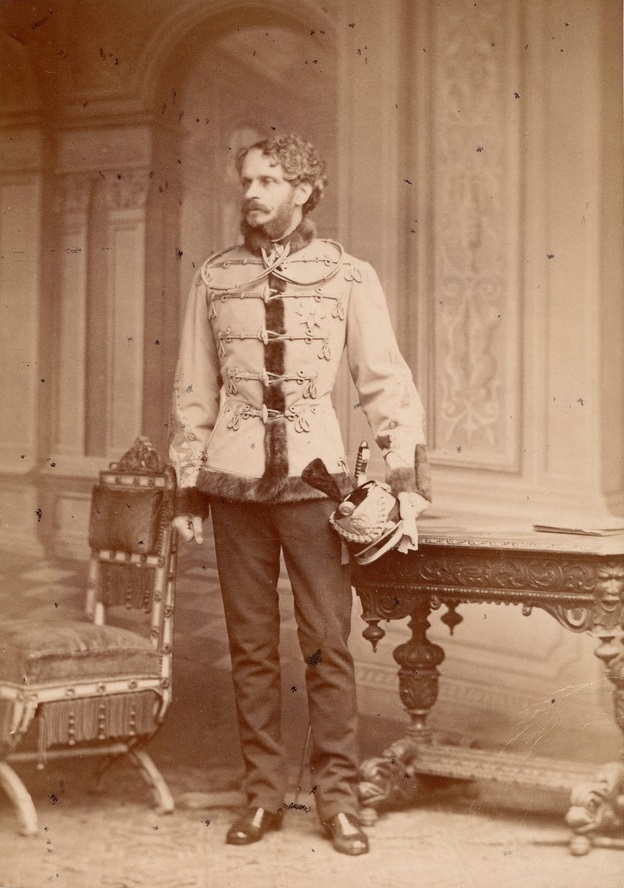
'جولا أندراشي

جولا أندراشي (Gyula Andrássy؛ 8 مارس 1823 - 18 فبراير 1890) رجل دولة مجري، شغل منصب رئيس وزراء المجر (1867-1871) وبعد ذلك منصب وزير الخارجية في النمسا والمجر (1871-1879). محافظ بدا سياساته الخارجية إلى توسيع الإمبراطورية في البلقان، ويفضل مع الدعم البريطاني والألماني، ودون استعداء تركيا. رأى روسيا باعتبارها العدو الرئيسي، بسبب سياساتها التوسعية الخاصة نحو المناطق السلافية والأرثوذكسية. وقال انه لا يثق الحركات القومية السلافية باعتبارها تهديدا لإمبراطوريته متعددة الأعراق.